# 2007 TY172
2007 TY172 este un asteroid din centura principală, descoperit pe 2 octombrie 2007, de Tomasz Niedźwiedź.